# Goliat (tecknad serie)
Goliat är en svensk serie skapad 1975 av Kenneth Hamberg. Serien har bland annat synts i egen serietidning, både i Sverige och i Ungern (svenska utgåvan 1982–1990, ungerska utgåvan 1986–1992), som dagspresserie (1985–1991) och som en serie animerade kortfilmer (1985–1991). 2009 började Goliat åter produceras, nu som en bokserie. Titelfiguren är en begåvad stenålderspojke som äger en magisk yxa.

## Handling, figurer och miljö
Goliat utspelar sig i stenåldersmiljö. Goliat själv är en klok pojke som löser problemen för de övriga grottmänniskorna. Till sin hjälp har han en magisk hammare lik Tors hammare; den har en egen vilja, kan flyga och kan krossa föremål med en otrolig kraft. Ofta handlar historierna om hur någon försöker stjäla denna hammare. Goliat har också till sin hjälp sina vänner: Ulrika, Iwo och Våge, vilka tillsammans utgör Stengänget. Han har också ett magiskt smycke där varelsen Tidsfaktorn bor. Denna möjliggör tidsresor för Goliat, ganska mycket utan hans egen kontroll, till platser och situationer där han behövs.
Andra seriefigurer är byhövdingen Tor – Goliats far – samt hans mor Ina. Goliat har till antagonister de bråkiga och dumma bröderna Tyke samt den burduse och egenkäre Gorm, vilken ofta aspirerar som byns ledare, inte sällan med understöd hos tykebröderna. Goliats värsta fiende är detta till trots enslingen den Onde; han har magiska förbindelser med mörka makter och aspirerar snarare efter makt över hela mänskligheten än över den lilla byn.
Serien utspelar sig i Värmland under stenåldern. Först bodde Goliat och hans familj i Torsby, men i nummer 12/84 av serietidningen flyttar man till ett nytt ställe som fick namnet Kilsby. Han har även bott i stenåldersbyarna Bofasterud och Nilsby. I serien nämns även orterna Arvika och Fagerås.

## Historik
Serien skapades av Hamberg och dennes då nystartade bolag Sequence. Serien gick åren 1979–1981 i Svenska Journalen, och figuren syntes också som bifigur i serieavsnittet Bobo i stenåldern, tryckt i serietidningen Bobo 1/81.

### Tidningen
Goliat fick 1982 en egen serietidning med samma namn, där bland andra Kenneth Hamberg och (så småningom) hans maka Kerstin Hamberg tecknade serien under ett antal år. De sista åren tecknades dock serien av Sören Axén (se nedan under Upp- och nedgång).
Seriens koppling till faktiska orter i Värmland har inte gått obemärkt förbi. Under 1980-talet hade Kils högstadieskola Goliat som symbol på sina tröjor.
Tidningen gavs ut av Semic Press – i Sverige. Dessutom finns 53 nummer av Góliát, den ungerska versionen av tidningen. Denna gavs ut åren 1986–1992, från 1988 av det ungerska systerbolaget Semic Interprint. 1993 blev den del av den likaledes svenskproducerade tidningen Bobo. Den svenska tidningen lades ner 1990.

### Filmerna
Under 1980-talet skapade skapade Hamberg och Sequence också en serie tecknade kortfilmer med Goliat i huvudrollen. Dessa sändes sedan som fyraminuters inslag i Hajks sommarlovsprogram, åren 1985 till 1991. Idén till kortfilmerna kom från Hajks programledare Bengt Alsterlind, och totalt 14 personer var inblandade i skapandet av de tecknade filmerna. Till produktionsbolaget rekryterades bland annat ett teckningskunnigt sjukvårdsbiträde från Årjäng – Kerstin. Hon och Kenneth kom så småningom att gifta sig, och de två har i tre decennier samarbetat omkring film- och serieskapandet. Produktionen av filmerna lades ner när sommarlovsversionen av Hajk upphörde 1991.

### Dagspressversionen
En dagsstrippsversion av Goliat producerades mellan 1985 och 1991. Den började gå 3 maj 1985 i kvällstidningen GT och kom att publiceras alla dagar utom torsdagar. Vissa av de svart-vita stripparna publicerades senare i serie- och pysseltidningen Hajk (se bibliografin nedan).

### Upp- och nedgång

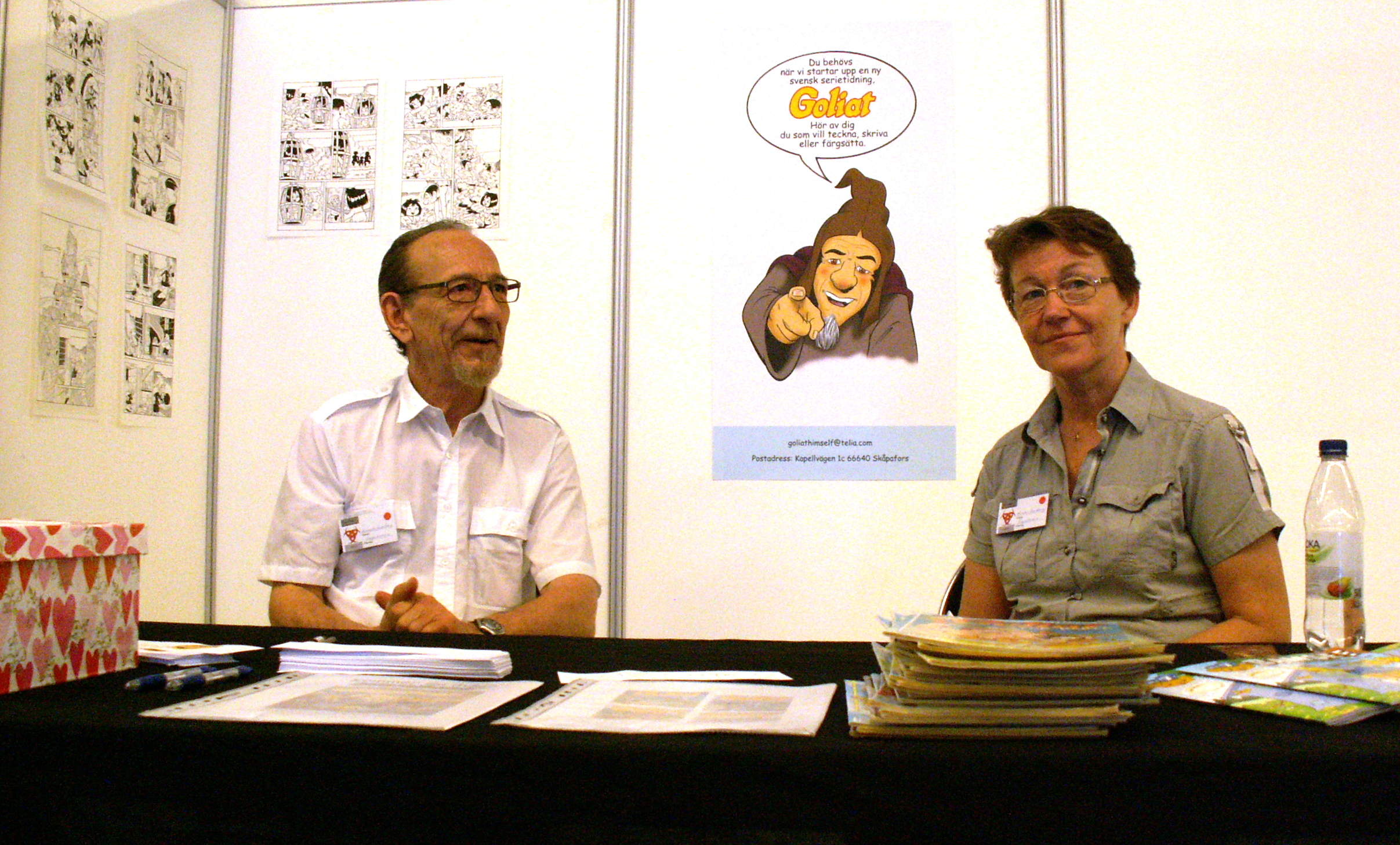
Kenneth och Kerstin Hamberg på seriemässan Carlstad Comic Con, 27 maj 2012.

Goliat producerades i ett antal medier under 1980-talet, i med- och motgång. En tidig brand på animationsstudion höll på att äventyra filmproduktionen för Hajk, men detta avvärjdes sedan studion åter byggts upp. Ett tag syntes stenålderspojken både i dagspress, TV, julalbum och sin egen serietidning. I slutet av 80-talet gick dock Sequence Studios i konkurs, och Semic Press tog helt över produktionen av serien. Paret Hamberg sålde rättigheterna till Goliat och övergick till andra tecknarsysslor – bland annat Bamse. Sören Axén tog över som Goliat-tecknare, assisterad av olika manusförfattare. 1990 upphörde tidningens utgivning (på grund av vikande försäljning), och året efter slutade både dagspressversionen och produktionen av kortfilmerna.

### Ny version
2007 återfick dock Hamberg rättigheterna till Goliat, och i en intervju i januari 2008 berättade Kenneth Hamberg att han och Kerstin arbetade på en moderniserad version av serien. Dessa berättelser är istället gjorda i bokform. Goliat, som här är något äldre än i den första serieversionen, har – liksom sin skapare – flyttat från Värmland till Dalsland och bor i denna moderna version i Laxarby. De första fyra böckerna publicerades 2012 på Tukan förlag. I samma intervju från 2008 nämndes också att ett norskt företag börjat arbeta med en ny filmversion av Goliat.[uppföljning saknas]
2020 förekom den moderniserade versionen av Goliat på omslaget och i ett fyra sidors serieavsnitt i Läsa & Lösa Pysselbok från Egmont. I övrigt innehöll denna publikation diverse pyssel, som liksom Goliat-serien producerats av Kenneth och Kerstin Hamberg.

### Goliat (serietidning)[7]
- 1982 – 10 nummer, Semic Press, 52 sidor/nr, ISSN 0280-0608.
- 1983 – 12 nummer, –"–
- 1984 – 13 nummer, –"–
- 1985 – 13 nummer, –"–
- 1986 – 13 nummer, –"–
- 1987 – 12 nummer, –"–
- 1988 – 12 nummer, –"–
- 1989 – 12 nummer, –"–
- 1990 – 10 nummer, –"–
- 2002 – 1 nummer (med CD-rom, se nedan)[3]
- 2003 – 1 nummer (med CD-rom, se nedan)[3]

### Góliát (serietidning, på ungerska)[8][9]
- 1986 – 3 nummer, Zrínyi Nyomda
- 1987 – 12 nummer, Művelt Nép Könyvterjesztő Vállalat
- 1988 – 10+1[10] nummer, Művelt Nép Könyvterjesztő Vállalat/Interprint/Zrínyi Nyomda
- 1989 – 11 nummer, Interprint
- 1990 – 6 nummer, Interprint
- 1991 – 8 nummer, Semic Interprint
- 1992 – 2 nummer, Semic Interprint

### GT
- 1985–1991 – strippserie sex dagar i veckan

### Goliat (julalbum)[3]
- 1985 – Goliat 1986
- 1986 – Goliat 1987

### Hajk (serietidning med bl.a. färglagdaGoliat-strippar)[3]
- 1986 – #1 (ny upplaga 1996)
- 1988 – #2 (ny upplaga 1998)
- 1990 – #3
- 1992 – #4
- 1994 – #5

### Goliats Jätte-Pyssel[3]
- 1989 – Goliats Jätte-Pyssel #1
- 1990 – Goliats Jätte-Pyssel #2
- 1991 – Goliats Jätte-Pyssel #3

### Goliat (Små Sagor)
- 2002 – Goliat och yxan, Egmont Kärnan, 16 sidor, ISBN 91-7269-588-9.
- 2002 – Goliat och hästen blir hjältar, Egmont Kärnan, 16 sidor, ISBN 91-7269-589-7.
- 2002 – Goliat och den lilla katten, Egmont Kärnan, 16 sidor, ISBN 91-7269-590-0.
- 2002 – Goliat träffar Ulrika, Egmont Kärnan, 16 sidor, ISBN 91-7269-591-9.
- 2003 – Nybyggarna, Egmont Kärnan, 16 sidor, ISBN 91-7269-608-7.
- 2003 – Utan krus, Egmont Kärnan, 16 sidor, ISBN 91-7269-609-5.
- 2003 – Straffstenen, Egmont Kärnan, 16 sidor, ISBN 91-7269-610-9.
- 2003 – Vargen, Egmont Kärnan, 16 sidor, ISBN 91-7269-611-7.

### Goliat (ny version, album)
- 2012 – Goliat: Den magiska yxan, Tukan förlag, 32 sidor, ISBN 9789174015416.
- 2012 – Goliat: Monsterkampen, Tukan förlag, 32 sidor, ISBN 9789174015423.
- 2012 – Goliat: Tidsresan, Tukan förlag, 32 sidor, ISBN 9789174015430.
- 2012 – Goliat: Fången i stenen, Tukan förlag, 32 sidor, ISBN 9789174015447.
- 2013 – Goliat: Den lysande anden, Tukan förlag, 32 sidor, ISBN 9789174017922.
- 2013 – Goliat: Eldbäraren, Tukan förlag, 32 sidor, ISBN 9789174017939.

## Videografi/CD-rom[3]
- 1985 – Goliat i stenåldersbyn (1985–2000 = VHS)
- 1985 – Goliat och de fyra elementen
- 1985 – Goliat på nya äventyr
- 1988 – Goliat
- 1997 – Goliat – Alla tiders hjälte
- 1997 – Goliat & Stengänget
- 2000 – Goliat på nya äventyr
- 2000 – Goliat – Hjälten från stenåldern
- 2002 – Goliat – Sago-CD (medföljde tidningen Goliat)
- 2003 – Goliat & Vildkatten (film-CD, medföljde tidningen Goliat)
- 2004 – Hajk (DVD med fem Goliat-avsnitt)

## Audiografi (ljudkassetter)[3]
- 1987 – Monstret i grottan / Trekampen
- 1987 – Ulrikas lyckoklöver / Tidsfaktorn